# Kiss (película de 1963)
Kiss (El beso) es una película experimental muda del año 1963 dirigida por el artista estadounidense Andy Warhol. Tiene una duración de 50 minutos y en ella varias parejas —de hombre y mujer, mujer y mujer, hombre y hombre— se dan un «beso» de 3 minutos y medio cada una. La película está protagonizada entre otros por Naomi Levine, Gerard Malanga, Rufus Collins, Johnny Dodd, y Ed Sanders.
Kiss estuvo seguida por Eat (1963), Sleep (1963), y Blow Job (1964).
Esta fue una de las primeras películas de Warhol que se hizo en The Factory en Nueva York.